# Rezerwat przyrody Popień
Rezerwat przyrody Popień – leśny rezerwat przyrody w gminie Jeżów, w powiecie brzezińskim, w województwie łódzkim. Znajduje się w północnej części leśnego uroczyska zlokalizowanego  w  pradolinie Rawki, na południe od miejscowości Popień.  
Zajmuje powierzchnię 8,06 ha. Został powołany Zarządzeniem Ministra Leśnictwa z 12 maja 1954 roku (M.P. z 1954 r. nr 54, poz. 747). Według aktu powołującego, rezerwat utworzono w celu zachowania ze względów naukowych i dydaktycznych lasu mieszanego występującego na bardzo zróżnicowanym pod względem ekologicznym terenie o charakterystycznych dla poszczególnych typów siedlisk drzewostanach.
Występujące tu zbiorowiska leśne to grąd subkontynentalny i łęg jesionowo-olszowy. Istnieją też pozostałości starodrzewu sosnowego, lecz sosna w rezerwacie zanika.
Bogata jest flora rezerwatu; spośród roślin chronionych i rzadkich występują tu: wawrzynek wilczełyko, przylaszczka pospolita, lilia złotogłów, gnieźnik leśny, kopytnik pospolity, konwalia majowa, kruszyna pospolita, przytulia wonna, porzeczka czarna, kalina koralowa, oraz zagrożone w centralnej Polsce: kokoryczka okółkowa i rutewka żółta.
Rezerwat jest położony na gruntach należących do Szkoły Głównej Gospodarstwa Wiejskiego w Warszawie, zarządzanych przez Leśny Zakład Doświadczalny Szkoły Głównej Gospodarstwa Wiejskiego w Rogowie.
Według obowiązującego planu ochrony ustanowionego w 2013 roku (zmienionego w 2015), obszar rezerwatu objęty jest ochroną czynną.